# (100308) ČAS
(100308) ČAS es un asteroide perteneciente al cinturón de asteroides, descubierto el 21 de abril de 1995 por Petr Pravec y la también astrónoma Lenka Šarounová desde el Observatorio de Ondřejov, Ondřejov, República Checa.

## Designación y nombre
Designado provisionalmente como 1995 HB.

## Características orbitales
(100308) ČAS está situado a una distancia media del Sol de 2,222 ua, pudiendo alejarse hasta 2,386 ua y acercarse hasta 2,059 ua. Su excentricidad es 0,073 y la inclinación orbital 6,052 grados. Emplea 1210 días en completar una órbita alrededor del Sol.

## Características físicas
La magnitud absoluta de (100308) ČAS es 16.